# Slovenska nacionalna desnica
Slovenska nacionalna desnica (kratica SND) je politična stranka, ki se uvršča med desne politične stranke.
Nastala je po razcepu v Slovenski nacionalni stranki. Zato so jo v 1. državnem zboru Republike Slovenije zastopali trije nekdanji poslanci SNS. Po tem ko je bila neuspešna na državnozborskih volitvah leta 1996, se je preoblikovala v Stranko slovenskega naroda.